# Liste des préfets des Alpes-de-Haute-Provence
Liste des préfets et sous-préfets des Alpes-de-Haute-Provence depuis la création du département sous le nom de Basses-Alpes. Le siège de la préfecture est à Digne-les-Bains.

## Consulat et Premier Empire (An VIII- 1815)
| Période                            | Période          | Identité                           | Fonction précédente                                       | Observation |
| ---------------------------------- | ---------------- | ---------------------------------- | --------------------------------------------------------- | --- |
| 2 mars 1800 (11 ventôse an VIII)   | 9 mars 1802      | Louis Texier-Olivier               | Député d'Indre-et-Loire aux Cinq-Cents                    | passe préfet de la Haute-Vienne |
| 13 avril 1802 (23 germinal an X))  | 1er février 1805 | Alexandre de Lameth                | Émigré en Angleterre et en Allemagne de 1795 à l'an VIII. | Nommé préfet de Rhin-et-Moselle |
| 30 mars 1805 (10 germinal an XIII) | mars 1815        | Jean-Pierre Duval                  | Commissaire général de police à Nantes                    | Nommé préfet de la Charente |
| 19 avril 1815                      | 19 mai 1815      | Charles François Augustin Estornel | Chargé des fonctions de sous-préfet de Digne              | Poursuivi pour délits politiques le 19 juillet 1816 par la cour d'appel d'Aix, acquitté par la cour d'assises des Hautes-Alpes le 9 juin 1818. |
| 19 mai 1815                        | 14 juillet 1815  | Louis Paul Antoine Juvénal Didier  | Sous-préfet de Grenoble                                   | Nommé Préfet de la Somme |

Durée moyenne en poste (sans compter les interims) : 3 ans et neuf mois

## Seconde Restauration (1815-1830)
| Période          | Période          | Identité                                        | Fonction précédente       | Observation                          |
| ---------------- | ---------------- | ----------------------------------------------- | ------------------------- | ------------------------------------ |
| 17 mars 1815     | 22 juillet 1818  | Emmanuel-Ferdinand de Villeneuve-Bargemon       | Sous-préfet de Castellane | Nommé préfet des Pyrénées-Orientales |
| 22 juillet 1818  | 3 avril 1819     | Pierre Henri Dugied                             | Sous-préfet de Joigny     | Nommé préfet du Haut-Rhin            |
| 3 avril 1819     | 27 juin 1823     | Marie Balthazar Suzanne Alphonse Dupeloux       | Sous-préfet de Corbeil    |                                      |
| 27 juin 1823     | 3 mars 1828      | Antoine Gabriel Jules Ferrand                   | Sous-préfet de Sens       | Nommé préfet de l'Aveyron            |
| 3 mars 1828      | 12 novembre 1828 | Gabriel Marie Jean Benoît de Lantivy de Kervéno | Préfet de Corse           | Révoqué pour raison de santé         |
| 12 novembre 1828 | 11 avril 1830    | François Marie Gabriel d'Audéric de Lastours    | Préfet du Var             | Nommé préfecture de la Vendée        |
| 11 avril 1830    | 10 août 1830     | Pierre Joseph Jules Alexandre de Croze          | Sous-préfet de Corbeil    | Démissionnaire                       |

Durée moyenne en poste (sans compter les interim) : 2 ans et deux mois

## Monarchie de Juillet (1830-1848)
| Période           | Période       | Identité                                   | Fonction précédente                          | Observation                                                                                             |
| ----------------- | ------------- | ------------------------------------------ | -------------------------------------------- | --- |
| 10 août 1830      | février 1831  | Joseph Bernard                             |                                              | Nommé Préfet du Var                                                                                     |
| 22 janvier 1831   | 3 avril 1832  | Jean-Melchior-Marie Dulac de Montvert      |                                              | |
| 14 février 1832   | décembre 1835 | Laurent-Bruno-Emmanuel Cheminade           |                                              | |
| 21 décembre 1835  | novembre 1838 | Pierre Jacques Meunier                     |                                              | |
| 1er décembre 1838 | décembre 1841 | Léon Thiessé                               |                                              | |
| 13 décembre 1841  | décembre 1845 | Aza-Pierre-Antoine-Marguerite de Vidaillan |                                              | |
| 21 décembre 1845  | décembre 1847 | Honoré Jourdan (du Var)                    |                                              | |
| 13 décembre 1847  | février 1848  | Mathieu Fleury                             |                                              | révolution de 1848, jamais installé                                                                     |
| janvier 1848      | février 1848  | Antoine Fortoul                            | Secrétaire général de la préfecture de Digne | Intérim, destitué à la Revolution, puis réinstallé secrétaire général en 1849. Père d'Hippolyte Fortoul |

Durée moyenne en poste (sans compter les interims) : 2 ans et six mois

## Deuxième République (1848-1851)
| Période           | Période        | Identité                                                     | Fonction précédente | Observation |
| ----------------- | -------------- | ------------------------------------------------------------ | ------------------- | ----------- |
| mars 1848         | juin 1848      | Châteauneuf (commissaire du gouvernement)                    |                     |             |
| 18 juin 1848      | février 1849   | Henri David de Thiais                                        |                     |             |
| 24 janvier 1849   | juillet 1849   | Jacques-François-Augustin Touret                             |                     |             |
| 20 juillet 1849   | mai 1850       | Louis Charles Jeanin                                         |                     |             |
| 11 mai 1850       | septembre 1851 | Marc-Étienne-Frédéric Vatar des Aubiers                      |                     |             |
| 15 septembre 1851 | octobre        | Jean-Baptiste-Augustin-Octave Rabiers de la Baume du Villars |                     |             |
| 26 septembre 1851 | février 1852   | Charles Marie Dunoyer                                        |                     |             |

Durée moyenne en poste (sans compter les interims) : un peu moins de huit mois

## Second Empire (1851-1870)
| Période          | Période        | Identité                                  | Fonction précédente  | Observation             |
| ---------------- | -------------- | ----------------------------------------- | -------------------- | ----------------------- |
| 1er février 1852 | août 1855      | Louis-Alexandre-Henry Grossin de Bouville |                      | nommé préfet de l'Indre |
| 8 août 1855      | mars 1858      | Louis-Amand-Camille Guillaume d'Auribeau  | sous-préfet de Rouen | nommé préfet des Landes |
| 5 mars 1858      | décembre 1859  | Gaston de Verbigier de Saint-Paul         |                      |                         |
| 14 décembre 1859 | juin 1864      | Jean-Henri-Charles Gimet                  |                      |                         |
| 25 juin 1864     | septembre 1870 | Charles-Louis-Lysimaque Falcon de Cimier  |                      |                         |

Durée moyenne en poste (sans compter les interims) : 3 ans et huit mois et demi

## Troisième République (1870-1940)
| Période           | Période        | Identité             | Fonction précédente | Observation                                                                        |
| ----------------- | -------------- | -------------------- | ------------------- | ---------------------------------------------------------------------------------- |
| 13 septembre 1870 | décembre 1870  | Esmenard du Mazet    |                     |                                                                                    |
| 29 novembre 1870  | mars 1871      | Cuisinier du Bontron |                     |                                                                                    |
| 25 mars 1871      | février 1873   | J. Girard de Rialle  |                     |                                                                                    |
| 15 février 1873   | avril 1876     | Piquet-Damesne       |                     |                                                                                    |
| 13 avril 1876     | mai 1877       | A. Poulin            |                     |                                                                                    |
| 21 mai 1877       | décembre 1877  | E. Beaussant         |                     | démissionnaire                                                                     |
| 18 décembre 1877  | mars 1879      | G. Deloche           |                     |                                                                                    |
| 17 mars 1879      | janvier 1880   | de Marçay            |                     | muté en Corse                                                                      |
| 13 février 1880   | novembre 1880  | Henri Julia          |                     | mis en disponibilité                                                               |
| 17 novembre 1880  | octobre 1883   | Danican Philidor     |                     | retraite                                                                           |
| 21 octobre 1883   | avril 1884     | Louis                |                     |                                                                                    |
| 3 avril 1884      | décembre 1885  | Huet                 |                     | mis en disponibilité                                                               |
| 28 novembre 1885  | juin 1886      | Duclaud              |                     | muté dans le Gers                                                                  |
| 2 juin 1886       | janvier 1888   | Gilliot              |                     | muté en Ardèche                                                                    |
| 26 janvier 1888   | février 1890   | Tardy                |                     | muté dans le Tarn                                                                  |
| 1er mars 1890     | novembre 1894  | Ardisson             |                     | muté dans le Gers                                                                  |
| 6 novembre 1894   | avril 1895     | Ernest Leblond       |                     | muté dans la Haute-Loire                                                           |
| 6 avril 1895      | juillet 1901   | Émile Offroy-Durieu  |                     | mis en retraite                                                                    |
| 16 juillet 1901   | février 1903   | Olivier Bascou       |                     | muté dans la Charente                                                              |
| 22 février 1903   | septembre 1904 | Émile Landrodie      |                     | muté dans la Sarthe                                                                |
| 1er octobre 1904  | juillet 1906   | Auguste Droz         |                     | mis en disponibilité                                                               |
| 16 juillet 1906   | juillet 1907   | Jacques Dupré        |                     | muté dans les Pyrénées-Orientales                                                  |
| 12 juillet 1907   | octobre 1910   | David Dautresme      |                     | muté dans la Nièvre                                                                |
| 3 novembre 1910   | octobre 1911   | G. Bordenave         |                     | muté dans le Tarn                                                                  |
| 20 octobre 1911   | mai 1913       | Victor Vassal        |                     | muté dans le département d'Oran                                                    |
| 16 mai 1913       | janvier 1914   | Joseph-Henri Lacombe |                     | muté dans la Corrèze                                                               |
| 1er février 1914  | avril 1917     | Fontanès             |                     | trésorier payeur des colonies                                                      |
| 7 avril 1917      | décembre 1917  | Charles Valette      |                     | muté dans le Vaucluse                                                              |
| 21 décembre 1917  | mars 1921      | Adrien Zévort        |                     | muté en Tarn-et-Garonne                                                            |
| 16 février 1921   | août 1924      | Eugène Simoneau      |                     | muté dans le Cantal                                                                |
| 2 août 1924       | août 1928      | Jules Fuster         |                     | mis en retraite                                                                    |
| 12 juillet 1928   | juin 1930      | Charles Bourrat      |                     | muté dans le Cher                                                                  |
| 31 mai 1930       | juin 1931      | Augustin Jouve       |                     | muté en Eure-et-Loir                                                               |
| 23 mai 1931       | février 1932   | Alexandre Angeli     |                     | muté dans l’Yonne                                                                  |
| 8 février 1932    | novembre 1933  | Pierre Proteau       |                     | muté dans la Drôme                                                                 |
| 14 octobre 1933   |                | M. Hontebeyrie       |                     | Ne prend pas ses fonctions, mis à disposition du ministère des Affaires étrangères |
| 14 octobre 1933   | mars 1936      | Paul Amade           |                     | muté dans les Ardennes                                                             |
| mars 1936         |                | M. Chavin            |                     | Ne prend pas ses fonctions, nommé directeur adjoint du ministère de l’Intérieur    |
| 5 avril 1936      | septembre 1940 | Émile Babillo        |                     | muté dans la Manche puis révoqué avant sa prise de fonctions                       |

Durée moyenne en poste (sans compter les interims) : 1 ans et neuf mois et demi

## Régime de Vichy sous l'Occupation (1940-1944)
| Période          | Période          | Identité         | Fonction précédente | Observation             |
| ---------------- | ---------------- | ---------------- | ------------------- | ----------------------- |
| déjà en poste    | septembre 1940   | Émile Babillo    |                     | révocation              |
| 4 septembre 1940 | décembre 1941    | Roger Dutruch    |                     | muté en Lozère          |
|                  |                  | Charavin         |                     | Non installé            |
| 14 novembre 1941 | 31 décembre 1942 | Pierre Renouard  |                     |                         |
| 31 décembre 1942 | 4 février 1944   | Marcel Delpeyrou |                     |                         |
| 4 février 1944   | 5 septembre 1944 | Eugène Touze     |                     | révoqué à la Libération |

Durée moyenne en poste (sans compter les interims) : dix mois

## République du Gouvernement provisoire de la République française et de la Quatrième République (1944-1958)
| Période                    | Période            | Identité         | Fonction précédente | Observation |
| -------------------------- | ------------------ | ---------------- | ------------------- | ----------- |
| 14 août 1944               | 30 avril 1946      | Édouard Orliac   |                     |             |
| 18/30 avril 1946           | 4 avril 1947       | Chérif Méchéri   |                     |             |
| 4 avril 1947               | 1er septembre 1947 | Georges Giosi    |                     |             |
| 26 août/1er septembre 1947 | 26 avril 1954      | Jean Tomasi      |                     |             |
| 26 mars/26 avril 1954      | 6 juillet 1955     | Gabriel Ériau    |                     |             |
| 15 juin/6 juillet 1955     | 21 août 1956       | Georges MacGrath |                     |             |
| 21 août 1956               | 1er avril 1963     | Maxime Mignon    |                     |             |

Durée moyenne en poste : 2 ans

## Cinquième République (depuis 1958)
| Période           | Période           | Identité             | Fonction précédente                                                             | Observation |
| ----------------- | ----------------- | -------------------- | ------------------------------------------------------------------------------- | ----------- |
| déjà en poste     | 1er avril 1963    | Maxime Mignon        |                                                                                 |             |
| 1er avril 1963    | 4 janvier 1971    | André Thisy          |                                                                                 |             |
| 4 janvier 1971    | 30 octobre 1973   | Jean-Marie Arbelot   |                                                                                 |             |
| 30 octobre 1973   | 1er décembre 1974 | André Nicoulaud      |                                                                                 |             |
| 1er décembre 1974 | 13 septembre 1978 | Paul Rouaze          |                                                                                 |             |
| 13 septembre 1978 | 7 août 1981       | Jean Chassagne       |                                                                                 |             |
| 7 août 1981       | 22 juin 1982      | Philippe-Marie Denis |                                                                                 |             |
| 22 juin 1982      | 26 août 1985      | Claude Guyon         |                                                                                 |             |
| 26 août 1985      | 16 juillet 1987   | Patrice Magnier      |                                                                                 |             |
| 16 juillet 1987   | 2 avril 1990      | Bernard Leurquin     |                                                                                 |             |
| 2 avril 1990      | 15 avril 1994     | Louis Monchovet      |                                                                                 |             |
| 15 avril 1994     | 30 septembre 1996 | Gérard Lambotte      |                                                                                 |             |
| 30 septembre 1996 | 2 septembre 1999  | Jean-Claude Fabry    |                                                                                 |             |
| 2 septembre 1999  | juin 2002         | Bernard Lemaire      |                                                                                 |             |
| juillet 2002      | janvier 2004      | Philippe de Mester   |                                                                                 |             |
| février 2004      | 31 janvier 2007   | Jacques Millon       |                                                                                 |             |
| 31 janvier 2007   | 12 novembre 2008  | Béatrice Abollivier. |                                                                                 |             |
| 13 novembre 2008  |                   | Pierre N'Gahane      | préfet délégué pour l'égalité des chances auprès du préfet des Bouches-du-Rhône |             |
| 31 janvier 2011   | 5 février 2012    | Yvette Mathieu       | Secrétaire général de la Préfecture de Région Pays-de-la-Loire                  |             |
| 11 janvier 2012   |                   | Michel Papaud        | Secrétaire général de la Préfecture de Région Pays-de-la-Loire                  |             |
| 2 avril 2013      | 31 décembre 2015  | Patricia Willaert    | secrétaire générale de la préfecture de l'Oise                                  |             |
| 1er janvier 2016  | 27 juin 2018      | Bernard Guérin       |                                                                                 |             |
| 27 juin 2018      |                   | Olivier Jacob        | secrétaire général de la préfecture du Nord                                     |             |
| 24 août 2020      |                   | Violaine Démaret     | secrétaire général de la préfecture du Nord                                     |             |
| août 2022         |                   | Marc Chappuis        |                                                                                 |             |

## Sources
Les deux sources utilisées divergent parfois. Tous les noms donnés par les deux listes sont conservés, avec une note le cas échéant. L’Atlas historique a eu la prépondérance pour les dates de prises de fonction, car il est plus précis sur ce point. Comme il ne donne pas de date de fin, celle donnée par les Chroniques a été conservée, la date donnée par l’Atlas pouvant être celle de l’arrêté de nomination (à Paris), la différence correspondant au délai de prise de fonctions. Les Chroniques ont eu la prépondérance pour l’orthographe sur les noms, car c’est une publication plus récente, et qui s’est servi des archives départementales.